# 清水桂一
清水 桂一（しみず けいいち、1907年10月 - 1980年4月7日）は、日本の料理研究家。

## 経歴
1907年、横浜に生まれる。叔父の四条流家元である石井泰次郎のもとで料理故実を学び、銀座クッキングスクールなどで料理指導に当たりながら、神奈川県立栄養短期大学の講師も務めた。またTBSラジオで毎朝生放送されていた番組「食べ上手・聞き上手」を13年間担当した。『たべもの語源辞典』を書き終えてのち病気となり、1980年に亡くなる。

## 出演番組
- おかずのヒント（TBSラジオ）
- 食べ上手・聞き上手（TBSラジオ）

## 著書
- 『共にゆくもの』同朋園、1936年
- 『はがため記』第1巻・第2巻、泉書房、1940年
- 『日本はこうなるのだ : 長篇小説』泉書房、1941年
- 『女はこうなるのだ』泉書房、1941年
- 『北半球の嵐』六合書院、1943年
- 『勝利後の生活』六合書院、1943年
- 『救荒食糧かてもの』石井泰次郎との共著、泉書房、1944年
- 『哲学の門』泉書房、1946年
- 『自由に生きるもの : 長篇小説』泉書房、1946年
- 『自由ニ生キル恋』泉書房、1946年
- 『自由恋愛論』泉書房、1946年
- 『恋愛と貞操』泉書房、1946年
- 『小説の門』泉書房、1948年
- 『100万人の料理』万記書房、1956年
- 『たべものが生む若さ : 美容料理十二カ月』小壷天書房、1957年
- 『料理に関する108章』青鳥社、1958年
- 『割烹科教授法』銀座クッキングスクール出版局、1958年
- 『愛すべき舌』小壷天書房、1959年
- 『美容のための料理法12カ月』小壷天書房、1959年
- 『家庭料理基本』第1-第4、銀座クッキングスクール出版局、1961-1962年
- 『最高の美食 : 料理小説』第1部・第2部、銀座クッキングスクール出版局、1961年
- 『強精料理 : スタミナのつくたべもの』銀座クッキングスクール出版局、1962年（第3版）
- 『長寿して下さい』銀座クッキングスクール出版局、1962年
- 『青汁は有毒である : 安全なのみ方』銀座クッキングスクール出版局、1962年
- 『図解家庭料理基本』4冊、銀座クッキングスクール出版局、1967-1968年
- 『季節の料理 : 年中行事とお献立』保育社、1968年
- 『絶倫学入門 : 男のための昼夜健康法』大泉書店、1968年
- 『食生活百科 : 健康と若さを保つ』文陽社、1969年
- 『スタミナもりもり : 自己意志のコントロール』青春出版社、1969年
- 『食品総点検 : 毒のない食べ物をピックアップする!』徳間書店、1970年
- 『漢方絶倫学 : バツグンの強精食入門』大泉書店、1970年
- 『おかずのヒント365日 : すぐに役だつおそうざいの秘訣』白揚社、1970年
- 『スタミナ人間学 : 効果テキメン! 清水式導引健康法』双葉社、1970年
- 『男の料理 : 女も読むべし』朝日ソノラマ、1970年
- 『ごはんもの料理365日 : 変わりごはんからパン・うどん料理まで』白揚社、1971年
- 『日本料理献立の作り方・書き方』第一出版、1972年
- 『男に自信を女性に歓びを』世紀社出版、1972年
- 『にんにく美容法 : からだの中から美しくなりたいあなたへ』エール出版社、1973年
- 『家庭で作れる郷土料理 : ふるさとの味150種』白揚社、1973年
- 『スタミナ雑学事典 : 脆弱な神経を吹き飛ばす』文潮出版、1973年
- 『医薬いらずのヒント365日 : 医者も薬もいらない365の秘訣』東京スポーツ新聞社、1973年
- 『和漢健康学 : 清水式スタミナ導引のすべて』芸術生活社、1973年
- 『きのこ健康法 : 無公害スタミナ食のすすめ』グリーンアロー出版社、1974年
- 『酢の健康法 : 驚くべき健康効果と美容効果』エール出版社、1974年
- 『男の料理 : おんな無用の手料理入門書』朝日ソノラマ、1975年
- 『長生き健康法 : 「お若いですネ」と呼ばれるために』エール出版社、1975年
- 『おかず健康法 : もうひとあじの知恵』潮文社、1975年
- 『花粉健康法 : 驚異の天然ビタミン食』実業之日本社、1975年
- 『みそと梅干 : 日本人の知恵』東京スポーツ新聞社、1975年
- 『にんにく・梅干健康法 : 働らきざかりを10年のばす』日本文華社、1975年
- 『味の歳時記』ティビーエス・ブリタニカ、1976年
  - 『新装版 味の歳時記』CCCメディアハウス、2017年
- 『男ざかりを持続させる法 : 医者いらず・薬いらず3000年の知恵』ぱるす出版、1976年
  - 『男ざかり・女ざかりを持続させる法 : 医者いらず・薬いらず3000年の知恵』ぱるす出版、1990年
- 『料理入門 : 和風料理の基礎と実際』グラフ社、1977年
- 『食通一日一言』新人物往来社、1978年

## 編書など
- 『日本料理法大全』正・続、石井泰次郎著、石井治兵衛閲、清水桂一訳補、第一出版、1965年,1970年
- 『現代日本料理法総覧』上・下巻、清水桂一編、第一出版、1967年,1968年
- 『料理入門』清水桂一監修、グラフ社、1972年
- 『たべもの語源辞典』清水桂一編、東京堂出版、1980年
- 『たべもの語源辞典 新訂版』清水桂一編、東京堂出版、2012年（※1980年版の新訂版）